# Colorful Stage! Một Miku không thể hát
Colorful Stage! Một Miku Không Thể Hát là bộ phim hoạt hình điện ảnh của Nhật Bản thuộc thể loại âm nhạc, dựa trên cốt truyện của trò chơi Project Sekai: Colorful Stage! của SEGA và Colorful Palette. Bộ phim được sản xuất bởi CyberAgent, P.A. Works và được phân phối bởi Shochiku. Bộ phim được thực hiện bởi đạo diễn Hiroyuki Hata, kịch bản bởi Yoko Yonaiyama. Đây là bộ phim điện ảnh đầu tiên chính thức về ca sĩ ảo Hatsune Miku.
Bộ phim ra mắt tại các rạp chiếu phim Nhật Bản vào ngày 17 tháng 1 năm 2025. GKIDS đã cấp phép phát hành chính thức bộ phim bằng tiếng Anh và phát hành tại các rạp chiếu phim Bắc Mỹ vào ngày 17 tháng 4 năm 2025. Tại Việt Nam, bộ phim được Medialink và Galaxy Studio phát hành tại các rạp chiếu phim vào ngày 13 tháng 6 năm 2025.

## Nội dung
"Kể cho tôi thêm... về bạn. Có lẽ khi đó... tôi sẽ biết cách hát."
Hoshino Ichika nghe thấy một bài hát của Miku mà cô chưa từng nghe trước đây tại một cửa hàng nhạc. Cô tìm thấy một "Hatsune Miku", người mà cô chưa từng thấy trước đây trên màn hình TV, và nói lớn "Miku!?". Mặc dù ánh mắt họ chạm nhau, Miku giật mình bởi giọng nói của Ichika và biến mất.
Sau đó, sau khi Ichika kết thúc buổi biểu diễn trên phố, Miku lại xuất hiện trong điện thoại thông minh của Ichika. Ichika hỏi Miku buồn bã rằng điều gì đang làm cô ấy phiền lòng và phát hiện ra rằng có những người mà Miku muốn truyền tải bài hát của mình, nhưng dù cô ấy có hát bao nhiêu đi nữa, giọng hát của cô ấy cũng không đến được với họ.
Sau khi thấy Ichika chạm đến trái tim mọi người bằng bài hát của mình, Miku nghĩ rằng cô ấy có thể làm như vậy bằng cách tìm hiểu thêm về Ichika. Ichika mỉm cười và đồng ý giúp đỡ. Hãy tham gia cùng Miku và những người bạn của cô ấy khi một câu chuyện mới bắt đầu!

## Cốt truyện
Lưu ý: Nội dung dưới đây có thể biết trước được diễn biến và tình tiết của bộ phim.
Tại thành phố Shibuya, năm nhóm nhạc (Leo/need, More More Jump!, Vivid Bad Squad, Wonderlands x Showtime và 25-ji, Nightcord de) tiếp tục cuộc sống của họ trong khi sản xuất âm nhạc. Họ làm như vậy với sự hỗ trợ của các phiên bản chủ đề thay thế của nhóm Virtual Singers (Hatsune Miku, Kagamine Rin & Len, Megurine Luka, Meiko và Kaito), những người sống tại Sekai, các chiều không gian ảo được tạo ra từ cảm xúc của các thành viên trong nhóm, nơi họ di chuyển đến bằng điện thoại hoặc máy tính của họ.
Trong khi đó, một phiên bản chưa từng thấy trước đây của Hatsune Miku đang di chuyển giữa các màn hình ở Nhật Bản, tìm kiếm sự giúp đỡ. Có nguồn gốc từ một Sekai u ám và không có sự chào đón, những người có cảm xúc nảy sinh sẽ trải qua chứng trầm cảm và cân nhắc từ bỏ tham vọng, nỗ lực của mình, nghĩ rằng họ không thể đạt được chúng. Do đó, phiên bản Miku này trở nên chán nản và cô đơn, và nản lòng mỗi khi cố gắng kết nối về mặt cảm xúc thông qua một bài hát với những người có cảm xúc tạo nên Sekai của cô, nhưng vô ích. Miku mong muốn tìm kiếm sự giúp đỡ của các thành viên trong cả năm nhóm nhạc, những người giúp cô hoàn thiện bài hát của mình và tự tin hơn vào bản thân. Được tiếp thêm động lực, cô một lần nữa cố gắng tiếp cận những người có cảm xúc hình thành nên Sekai của cô bằng bài hát, nhưng một lần nữa lại thất bại.
Khi những cá nhân hình thành nên Sekai của cô ngày càng rơi vào trầm cảm, Miku cô đơn bắt đầu rơi vào tuyệt vọng, vì vậy cô đã đưa năm nhóm vào Sekai của mình. Bên trong, họ chứng kiến cảnh những con người có những cảm xúc tiêu cực hình thành nên nó đấu tranh trong cuộc sống hàng ngày và không thành công trong việc thuyết phục Miku không bỏ cuộc. Miku rơi nước mắt cảm ơn họ vì những nỗ lực của họ và đuổi họ đi, và Sekai cô đơn của cô bị nuốt chửng trong một thế lực bóng tối, cũng thấm vào năm Sekai khác để bắt cóc các phiên bản Hatsune Miku của các nhóm. Sự sụp đổ của Sekai đã gây ra sự mất điện đột ngột trên khắp Nhật Bản và sau đó các nhóm phát hiện ra rằng mọi dấu vết về giọng hát của Miku trong các bài hát và ở những nơi khác đã biến mất khỏi thế giới thực.
Mỗi nhóm nhạc đều nhận ra mối liên hệ giữa những người chán nản trong Sekai và thế giới thực, và đi đến kết luận rằng cách duy nhất để cứu Miku cô đơn và khôi phục các Miku của riêng họ trở lại cuộc sống là tạo động lực cho những người đang có cuộc sống tiêu cực, khiến họ tạo nên một Sekai cô đơn. Để làm được điều này, họ quyết tâm sáng tác và trình diễn những bài hát mới, hy vọng rằng nó sẽ truyền tải được đến với mọi người và cải thiện cảm xúc của họ, xua tan đại dương bóng tối lắng xuống từ Sekai của Miku cô đơn khi nhiều người bắt đầu lắng nghe họ hơn, khôi phục các Miku của Sekai khác. Bây giờ được tiếp thêm sức mạnh với hy vọng mới, Miku xuất hiện trở lại và biểu diễn bài hát của mình cho toàn bộ thành phố Shibuya thưởng thức một cách bất ngờ, và lần này đã kết nối thành công về mặt cảm xúc với mọi người.
Sau buổi trình diễn, Miku đã lạc quan dịch chuyển các nhóm đến Sekai của cô, giờ đây đã tươi sáng và tràn đầy hy vọng, cảm ơn họ đã giúp cô hoàn thành ước muốn của mình. Các nhóm nhạc chào tạm biệt cô và trở về cuộc sống bình thường của họ. Sau đó, một trong những người có cảm xúc hình thành nên Sekai mới của Miku đến thăm cô, và cô chào đón họ, đã chờ đợi họ đến.

## Sản xuất
Bộ phim được công bố lần đầu vào ngày 29 tháng 7 năm 2024. Bộ phim được sản xuất bởi P.A. Works, CyberAgent và đạo diễn bởi Hiroyuki Hata, với Yoko Yonaiyama viết kịch bản, Yuki Akiyama thiết kế nhân vật và Satoshi Hōno sáng tác nhạc. Các thành viên trong dàn diễn viên lồng tiếng từ trò chơi Project Sekai: Colorful Stage! tham gia quá trình lồng tiếng cho bộ phim.

### Phát hành
Bộ phim được phân phối bởi Shochiku và khởi chiếu tại các cụm rạp ở Nhật Bản vào ngày 17 tháng 1 năm 2025.
Tại Châu Mỹ, ban đầu GKIDS dự kiến phát hành tại các rạp chiếu phim ở Hoa Kỳ vào ngày 11 tháng 4, nhưng sau đó đã bị hoãn lại đến ngày 17 tháng 4 năm 2025. GKIDS cũng phát hành bộ phim tại Canada vào ngày 11 tháng 5. Madness Entertainment đã cấp phép cho bộ phim để phân phối tại rạp ở Mexico, nơi nó được phát hành vào ngày 13 tháng 3. Cinecolor đã cấp phép cho bộ phim để phân phối tại rạp ở Chile, nơi nó được phát hành vào ngày 24 tháng 4. Những tấm thẻ kỷ niệm có chứa mã quà tặng nội dung trong trò chơi (Giftcode) đã được tặng tại các rạp chiếu phim Nhật Bản cho những người đã tham dự buổi chiếu phim. Việc tặng phần quà đó cũng diễn ra tại các rạp chiếu phim ở Hoa Kỳ, Mexico và Chile. Bộ phim đã được phân phối tại 800 rạp chiếu phim ở Bắc Mỹ.
Tại Việt Nam, bộ phim được khởi chiếu lần đầu vào ngày 9 tháng 5, nhưng sau đó đã bị hoãn lại đến ngày 13 tháng 6 năm 2025 tại các cụm rạp trên toàn quốc. Bộ phim là sự hợp tác phân phối giữa Medialink và Galaxy Studio tại Việt Nam. Trước đó, Medialink cũng phân phối bộ phim này tại Đài Loan vào ngày 28 tháng 3, Hồng Kông và Ma Cao vào ngày 3 tháng 4, Thái Lan vào ngày 10 tháng 4, Malaysia và Singapore vào ngày 17 tháng 4, Philippines vào ngày 19 tháng 4 và Indonesia vào ngày 9 tháng 5.
Phiên bản đĩa Blu-ray của bộ phim được Shochiku phân phối vào ngày 29 tháng 10 năm 2025 tại Nhật Bản bao gồm hai phiên bản gồm bản thường và bản đặc biệt. Cả 2 bản Blu-ray đều có thời lượng 108 phút (bao gồm 105 phút phim gốc và 3 phút phần bổ sung), hỗ trợ âm thanh vòm DTS-HD kèm với các video bổ sung và tấm thẻ kỷ niệm cơ bản. Phiên bản đặc biệt ngoài đĩa Blu-ray sẽ bao gồm 2 đĩa CD với các bài hát xuất hiện trong bộ phim điện ảnh, tấm thẻ kỷ niệm có chứa mã quà tặng nội dung trong trò chơi (Giftcode), nhiều video bổ sung hơn (có bao gồm 2DMV của các bài hát xuất hiện trong bộ phim) và nhiều phần quà, nội dung bổ sung giá trị khác.

### Âm nhạc
Bài hát mở đầu của phim được thể hiện bởi 40mp và sasakure.UK có tựa đề "Hajimari no Mirai" (はじまりの未来) có giọng hát của Hatsune Miku, và bài hát kết thúc phim của Jin có tựa đề "Worlders" với phần hòa âm của TeddyLoid được thể hiện bởi tất cả 26 nhân vật. Bộ phim cũng có sáu bài hát mới được Deco*27 viết và sáng tác, với mỗi bài hát được sáu nhà sản xuất Vocaloid khác nhau biên soạn:
| Tên bài hát                                                            | Sáng tác           | Ca sĩ                  |
| ---------------------------------------------------------------------- | ------------------ | ---------------------- |
| "Hello, Sekai" (ハローセカイ)                                          | tepe               | Hatsune Miku           |
| "Story"                                                                | Shota Horie (kemu) | Leo/need               |
| "Fun!!"                                                                | Iyowa              | More More Jump!        |
| "Fire Dance" (ファイアダンス)                                          | Giga               | Vivid Bad Squad        |
| "Smile*Symphony" (スマイル*シンフォニー)                               | Nilfruits          | Wonderlands x Showtime |
| "Soko ni Aru, Hikari." (そこに在る、光。 "The Light That Dwells Here") | Surii              | 25-ji, Nightcord de    |

Bộ phim cũng có những bài hát đã phát hành trước đó với phần phối mới. Bài hát trong phim mới có tựa đề "Kimikoi Quest" (君恋クエスト) do irucaice và Ichinose LUPO sáng tác, và được Tanchiky phối lại, ngoài các nhạc sĩ, thực hiện. Một số bài hát Vocaloid cũng xuất hiện thoáng qua trong phim.

## Đón nhận

### Doanh thu
Vào cuối tuần đầu tiên, Colorful Stage! Một Miku Không Thể Hát đã thu về khoảng 307 triệu yên tại phòng vé Nhật Bản và đứng thứ hai sau bộ phim điện ảnh Mobile Suit Gundam GQuuuuuuX Beginning. Bộ phim đứng đầu về doanh thu phòng vé trung bình (doanh thu phòng vé trên mỗi màn hình) vào cuối tuần đó.Tính đến ngày 23 tháng 2 năm 2025, doanh thu phòng vé đã đạt 1,03 tỷ yên (tương đương 7.216.471$).
Tại Hoa Kỳ (theo BoxOfficeMojo), bộ phim này thu về ước tính 3.338.141$ và xếp thứ 7 tại phòng vé Hoa Kỳ trong buổi chiếu giới hạn vào cuối tuần, với ước tính 1.424.687$ vào thứ Sáu (bao gồm cả buổi chiếu sớm vào thứ Năm), ước tính 793.017$ vào thứ Bảy và ước tính 605.431$ vào Chủ Nhật. Việc chiếu phim tiếp tục, khiến bộ phim thu về 3.020.824$ trong tuần đầu tiên. Trong tuần thứ hai, bộ phim thu về ước tính 302.184$ và ước tính 15.133$ trong tuần thứ ba. Ở Mexico, bộ phim đạt vị trí thứ 6, với doanh thu ước tính là 381.232$.
Tại Việt Nam, tính đến ngày 23 tháng 6 năm 2025, phim đã thu về 2,6 tỷ đồng (theo Box Offlice Vietnam).

### Đánh giá
Richard Eisenbeis của Anime News Network chia sẻ rằng trong khi bộ phim chứa đầy "hình ảnh động tuyệt vời, âm nhạc tuyệt đỉnh và cốt truyện đơn giản, sâu sắc về chủ đề", thì nó lại không giới thiệu đúng cách bất kỳ nhân vật nào, khiến người xem khó có thể xử lý "hơn 20 nhân vật mới trong khi cố gắng tìm ra các quy tắc của thế giới một cách nhanh chóng", nếu người xem không chơi hoặc ít nhất là không quen thuộc với trò chơi gốc.